# Mis Internacional
Mis Internacional je godišnje međunarodno takmičenje lepote koje se odrzava od 1960.godine. Mis Interncional zajedno sa Mis Grand Internacional, Mis univerzuma, Mis sveta i Mis Zemlje spada je jedno najvećih svetskih takmičenja lepote.

## Pobednice
Spisak pobednica od 2000 do 2016.
| Godina | Mis univerzuma       | Zemlja    | Mesto održavanja |
| ------ | -------------------- | --------- | ---------------- |
| 2016   | Kylie Verzosa        | Filipini  | Tokio, Japan     |
| 2015   | Edymar Martinez      | Venecuela | Tokio, Japan     |
| 2014   | Valeria Fernandez    | Portoriko | Tokio, Japan     |
| 2013   | Bea Santiago         | Filipini  | Tokio, Japan     |
| 2012   | Ikumi Jošimacu       | Japan     | Okinava, Japan   |
| 2011   | Fernanda Kornejo     | Ekvador   | Čengdu, Kina     |
| 2010   | Elizabet Moskuera    | Venecuela | Čengdu, Kina     |
| 2009   | Anagabriela Espinoza | Meksiko   | Čengdu, Kina     |
| 2008   | Alejandra Andreu     | Španija   | Makao, Kina      |
| 2007   | Prisila Perales      | Meksiko   | Tokio, Japan     |
| 2006   | Danijela di Giacomo  | Venecuela | Beijing, Kina    |
| 2005   | Precious Kuigamen    | Filipini  | Tokio, Japan     |
| 2004   | Džeimmi Vargas       | Kolumbija | Beijing, Kina    |
| 2003   | Goizeder Azua        | Venecuela | Tokio, Japan     |
| 2002   | Kristina Savaja      | Liban     | Tokio, Japan     |
| 2001   | Margaret Rozniecka   | Poljska   | Tokio, Japan     |
| 2000   | Vivian Urdaneta      | Venecuela | Tokio, Japan     |

## Spoljašnje veze
- Zvanični Mis Internacional vebsite